# Parulidae
Parulidae là một họ chim trong bộ Passeriformes.
Có khả năng nhóm này có nguồn gốc ở miền bắc Trung Mỹ, nơi tìm thấy số lượng loài và sự đa dạng lớn nhất giữa chúng. Từ đó chúng lan ra phía bắc trong các thời kỳ liên vùng, chủ yếu là người di cư, trở về khu vực tổ tiên vào mùa đông. Hai chi, Myioborus và Basileuterus, dường như đã xâm chiếm Nam Mỹ từ rất sớm, có lẽ trước khi hai lục địa được liên kết, và cùng nhau tạo thành hầu hết các loài chiến binh của khu vực đó.
Tên khoa học của họ, Parulidae, bắt nguồn từ thực tế là Linnaeus vào năm 1758 đã đặt tên cho parula phía bắc là một tên gọi, Parus americanus, và, khi phân loại học phát triển, tên chi đã được sửa đổi đầu tiên thành Parulus. Tên họ bắt nguồn từ tên của chi.

## Phân loại học
Họ Parulidae hiện có 120 loài trong 18 chi.
| Hình ảnh | Chi                            | Loài còn sống |
| -------- | ------------------------------ | --- |
|          | Seiurus Swainson, 1827         | - Seiurus aurocapilla |
|          | Helmitheros Rafinesque, 1819   | - Helmitheros vermivorum |
|          | Parkesia Sangster, 2008        | - Parkesia noveboracensis - Parkesia motacilla |
|          | Vermivora Swainson, 1827       | - †Vermivora bachmanii - Vermivora cyanoptera - Vermivora chrysoptera |
|          | Mniotilta Vieillot, 1816       | - Mniotilta varia |
|          | Protonotaria Baird, 1858       | - Protonotaria citrea |
|          | Limnothlypis Stone, 1914       | - Limnothlypis swainsonii |
|          | Oreothlypis Ridgway, 1884      | - Oreothlypis gutturalis - Oreothlypis superciliosa |
|          | Leiothlypis Sangster, 2008     | - Leiothlypis peregrina - Leiothlypis celata - Leiothlypis crissalis - Leiothlypis luciae - Leiothlypis ruficapilla - Leiothlypis virginiae |
|          | Leucopeza Sclater, 1876        | - Leucopeza semperi |
|          | Oporornis Baird, 1858          | - Oporornis agilis |
|          | Geothlypis Cabanis, 1847       | - Geothlypis trichas - Geothlypis beldingi - Geothlypis flavovelata - Geothlypis rostrata - Geothlypis semiflava - Geothlypis speciosa - Geothlypis aequinoctialis - Geothlypis velata - Geothlypis auricularis - Geothlypis chiriquensis - Geothlypis poliocephala - Geothlypis nelsoni - Geothlypis tolmiei - Geothlypis philadelphia - Geothlypis formosa |
|          | Catharopeza P.L. Sclater, 1880 | - Catharopeza bishopi |
|          | Setophaga Swainson, 1827       | - Setophaga plumbea - Setophaga angelae - Setophaga pharetra - Setophaga citrina - Setophaga ruticilla - Setophaga kirtlandii - Setophaga tigrina - Setophaga cerulea - Setophaga americana - Setophaga pitiayumi - Setophaga magnolia - Setophaga castanea - Setophaga fusca - Setophaga petechia - Setophaga pensylvanica - Setophaga striata - Setophaga caerulescens - Setophaga palmarum - Setophaga pityophila - Setophaga pinus - Setophaga coronata - Setophaga auduboni - Setophaga goldmani - Setophaga dominica - Setophaga flavescens - Setophaga vitellina - Setophaga discolor - Setophaga adelaidae - Setophaga subita - Setophaga delicata - Setophaga graciae - Setophaga nigrescens - Setophaga townsendi - Setophaga occidentalis - Setophaga chrysoparia - Setophaga virens - Setophaga coronata |
|          | Myiothlypis Cabanis, 1850      | - Myiothlypis luteoviridis - Myiothlypis basilica - Myiothlypis leucophrys - Myiothlypis flaveola - Myiothlypis leucoblephara - Myiothlypis nigrocristata - Myiothlypis signata - Myiothlypis fulvicauda - Myiothlypis rivularis - Myiothlypis bivittata - Myiothlypis chrysogaster - Myiothlypis chlorophrys - Myiothlypis conspicillata - Myiothlypis cinereicollis - Myiothlypis fraseri - Myiothlypis coronata |
|          | Basileuterus Cabanis, 1848     | - Basileuterus griseiceps - Basileuterus culicivorus - Basileuterus trifasciatus - Basileuterus rufifrons - Basileuterus delattrii - Basileuterus belli - Basileuterus melanogenys - Basileuterus ignotus - Basileuterus tristriatus - Basileuterus punctipectus - Basileuterus melanotis - Basileuterus tacarcunae - Basileuterus lachrymosus |
|          | Cardellina Bonaparte, 1850     | - Cardellina canadensis - Cardellina pusilla - Cardellina rubrifrons - Cardellina rubra - Cardellina versicolor |
|          | Myioborus Baird, 1865          | - Myioborus pictus - Myioborus miniatus - Myioborus brunniceps - Myioborus flavivertex - Myioborus albifrons - Myioborus ornatus - Myioborus melanocephalus - Myioborus torquatus - Myioborus pariae - Myioborus albifacies - Myioborus cardonai - Myioborus castaneocapillus |